# Rifugio Sibilla
Il  rifugio Sibilla è situato sul monte Sibilla, a 1540 m s.l.m. nel territorio del comune di Montemonaco, in provincia di Ascoli Piceno. Il rifugio è  di proprietà  del Comune di Montemonaco(AP) ed è  in fase di ristrutturazione.